# 澤列傑耶瓦河
73.639167°0′N 83.1302778°0′E / 73.639°N 83.130°E
澤列傑耶瓦河（俄语：Зеледеева），是俄羅斯的河流，位於該國中部克拉斯諾亞爾斯克邊疆區，發源自貝蘭加山脈，最終注入喀拉海，河道全長47公里。